# Національний конгрес Бразилії
Національним конгрес (порт. Congresso Nacional) — основний орган федеральної законодавчої влади Бразилії, двопалатний парламент, що складається з Федерального сенату (Senado Federal) і Палати депутатів (Câmara dos Deputados).

## Структура

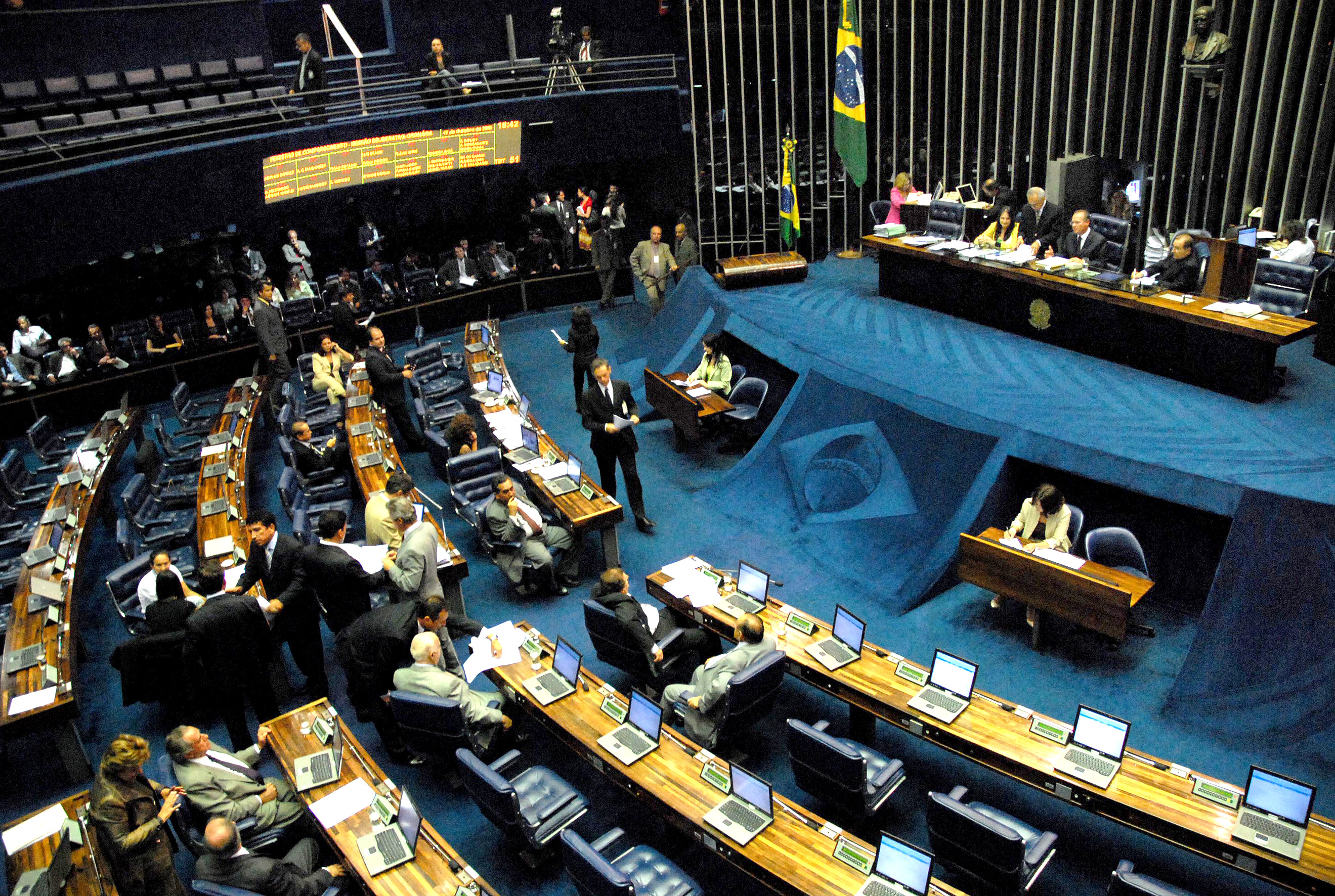
Федеральний сенат

Верхня палата, Федеральний сенат, складається з 81 сенатора. Члени Сенату обираються за пропорційною мажоритарною системою по три від кожного федерального округу і по три від кожного штату держави. Термін сенатора триває 8 років. Третина з них обирається після чотирирічного періоду, дві третини після наступного чотирирічного періоду.
Нижня палата, Палата Депутатів, має 513 місць, на які депутати обираються за пропорційною системою на чотирьохрічний термін. Місця наділяються штатам пропорційно до їх населення, але кожний штат має мінімум вісім і максимум 70 місць. В результаті маленькі штати мають деяку перевагу.
Зараз (2007 рік) у Національному Конгресі представлені п'ятнадцять політичних партій. Тому що є дуже звичайним для політиків міняти партії, пропорція місць у конгресі, що належить той чи іншій партії, постійно змінюється.

## Будівля
Починаючи з 1960-х років Національний Конгрес знаходиться у місті Бразиліа. Як і більшість офіційних будівель в місті, його будівля проектувалася відповідно стилю сучасної бразильської архітектури. Півсфера зліва — розташування Сенату, а півсфіра справа — Палати Депутатів. Між ними знаходяться дві офісні вежі. Конгрес займає також інші навколишні будівлі, деякі з яких зв'язані підземним тунелем.
Будівля знаходиться посередині Монументальної осі, головної вулиці міста. Перед Конгресом знаходиться великий газон, на якому проводяться демонстрації. Біля іншого кінця газону знаходяться Площа трьох влад, Палац Планалто та Палац Правосуддя.

## Партії
У 2006 році до Конгресу потрапили представники п'ятнадцяти політичних партій:
| Партія | Палата Депітатів | Палата Депітатів | Палата Депітатів | Федеральний Сенат | Федеральний Сенат | Федеральний Сенат | Федеральний Сенат |
| Партія | Голосів          | %                | Місць            | Голосів           | %                 | Всього місць      | Обрані в 2006     |
| --- | ---------------- | ---------------- | ---------------- | ----------------- | ----------------- | ----------------- | ----------------- |
| Робітнича партія (Partido dos Trabalhadores) | 13 989 859       | 15,0             | 83               | 16 222 159        | 19,2              | 11                | 2                 |
| Бразильська партія демократичного руху (Partido do Movimento Democrático Brasileiro)                                                               | 13 580 517       | 14,6             | 89               | 10 148 024        | 12,0              | 15                | 4                 |
| Бразильська соціал-демократична партія (Partido da Social-Democracia Brasileira)                                                                   | 12 691 043       | 13,6             | 65               | 10 547 778        | 12,5              | 15                | 5                 |
| Партія ліберального фронту (Partido da Frente Liberal)                                                                                             | 10 182 308       | 10,9             | 65               | 21 653 812        | 25,7              | 18                | 6                 |
| Прогресивна партія (Partido Progresista) | 6 662 309        | 7,1              | 42               | 4 228 431         | 5,0               | 1                 | 1                 |
| Бразильська соціалістична партія (Partido Socialista Brasileiro)                                                                                   | 5 732 464        | 6,2              | 27               | 2 143 355         | 2,5               | 3                 | 1                 |
| Демократична трудова партія (Partido Democrático Trabalhista)                                                                                      | 4 854 017        | 5,2              | 24               | 5 023 041         | 6,0               | 5                 | 1                 |
| Бразильська трудова партія (Partido Trabalhista Brasileiro)                                                                                        | 4 397 743        | 4,7              | 22               | 2 676 469         | 3,2               | 4                 | 3                 |
| Ліберальна партія (Partido Liberal) | 4 074 618        | 4,4              | 23               | 696 501           | 0,8               | 3                 | 1                 |
| Соціалістична народна партія (Partido Popular Socialista)                                                                                          | 3 630 462        | 3,9              | 21               | 1 232 571         | 1,5               | 1                 | 1                 |
| Зелена партія (Partido Verde) | 3 368 561        | 3,6              | 13               | 1 425 765         | 1,7               | 0                 | 0                 |
| Комуністична партія Бразилія (Partido Comunista do Brasil)                                                                                         | 1 982 323        | 2,1              | 13               | 6 364 019         | 7,5               | 2                 | 1                 |
| Християнська соціалістична партія (Partido Social Cristão)                                                                                         | 1 747 863        | 1,9              | 9                | 131 548           | 0,2               | 0                 | 0                 |
| Партія соціалізму та волі (Partido Socialismo e Libertade)                                                                                         | 1 149 619        | 1,2              | 3                | 351 527           | 0,4               | 0                 | 0                 |
| Партія реконструкції національного порядку (Partido de Reedificação da Ordem Nacional)                                                             | 907 494          | 1,0              | 2                | 69 640            | 0,1               | 0                 | 0                 |
| Партія національної мобілізації (Partido da Mobilização Nacional)                                                                                  | 875 686          | 0,9              | 3                | 12 925            | 0,0               | 0                 | 0                 |
| Християнська робітнича партія (Partido Trabalhista Cristão)                                                                                        | 806 662          | 0,9              | 4                | 39 690            | 0,0               | 0                 | 0                 |
| Гуманістична партія солідарності (Partido Humanista da Solidariedade)                                                                              | 435 328          | 0,5              | 2                | 24 940            | 0,0               | 0                 | 0                 |
| Християнська соціал-демократична партія (Partido Social Democrata Cristão)                                                                         | 354 217          | 0,4              | 0                | 53 025            | 0,1               | 0                 | 0                 |
| Трудова партія Бразилії (Partido Trabalhista do Brasil)                                                                                            | 311 833          | 0,3              | 1                | 69 923            | 0,1               | 0                 | 0                 |
| Партія пенсіонерів нації (Partido dos Aposentados da Nação)                                                                                        | 264 682          | 0,3              | 1                | 2 969             | 0,0               | 0                 | 0                 |
| Бразильська республіканська партія (Partido Republicano Brasileiro)                                                                                | 244 059          | 0,3              | 1                | 264 155           | 0,3               | 2                 | 0                 |
| Республіканська прогресивна партія (Partido Republicano Progresista)                                                                               | 233 497          | 0,3              | 0                | 12 954            | 0,0               | 0                 | 0                 |
| Соціально-ліберальна партія (Partido Social Liberal)                                                                                               | 190 793          | 0,2              | 0                | 46 542            | 0,0               | 0                 | 0                 |
| Бразильська партія трудового відновлення (Partido Renovador Trabalhista Brasileiro)                                                                | 171 908          | 0,2              | 0                | 644 111           | 0,8               | 1                 | 1                 |
| Трудова партія (Partido Trabalhista) | 149 809          | 0,2              | 0                | 11 063            | 0,0               | 0                 | 0                 |
| Об'єднана соціалістична робітнича партія (Partido Socialista dos Trabalhadores Unificado)                                                          | 101 307          | 0,1              | 0                | 196 636           | 0,2               | 0                 | 0                 |
| Бразильська комуністична партія (Partido Comunista Brasileiro)                                                                                     | 64 766           | 0,1              | 0                | 62 756            | 0,1               | 0                 | 0                 |
| Патрія робітночої дії (Partido da Causa Operária)                                                                                                  | 29 083           | 0,0              | 0                | 27 476            | 0,0               | 0                 | 0                 |
| Всього | 93 184 830       | 100              | 513              | 84 383 805        | 100               | 81                | 27                |
| Джерела: Електронні ресурси Інтернет: Федеральні вибори в Бразилії (англ. мовою), Офіційний сайт Сенату (порт. мовою; для продовжуючих сенаторів). |                  |                  |                  |                   |                   |                   |                   |